# Dean Hudson
Dean Hudson, geboren als Marion Elsworth Brown (Lake Worth (Florida), 7 februari 1913 - Decatur, 5 december 1991) was een Amerikaanse trompettist, zanger en bigband-leider in de swing.
Hudson was trompettist en zanger in de band Clubmen, die bestond uit studenten van de University of Florida en geleid werd door Eli Katz die de artiestennaam Dean Hudson gebruikte. Toen Katz afstudeerde, nam Marion Brown de leiding van de band én de naam van de leider, Dean Hudson, over. Vanaf 1940 ging Brown voorgoed als Dean Hudson door het leven. Met het orkest (na een paar jaar Dean Hudson and His Orchestra geheten) was hij actief tot in de jaren tachtig. Hij speelde ermee op alle mogelijke plaatsen, van hotels en ballrooms tot en met rivierschepen en winkelcentra. In de jaren veertig deden 'grote' bandleiders als Tommy Dorsey graag een beroep op musici uit zijn band als ze iemand nodig hadden voor een tournee. Met de band maakte Brown verschillende keren plaatopnames, onder meer voor Okeh Records en Musicraft Records. De laatste opnames hadden plaats in januari 1982, voor George H. Buck's label Circle.
Dean Hudson overleed in een ziekenhuis in zijn woonplaats aan de gevolgen van kanker.

## Discografie (selectie)
- Dean Hudson and His Orchestra 1944-1950, Circle, 1999
- Dean Hudson and His Orchestra 1944-1950, vol. 3, Circle
- More 1944-1950, Circle, 2002
- 1982/1985, Circle, 2005

## Voetnoot
1. ↑  Rome News-Tribune noemt in overlijdensbericht Norwood, Ohio, als geboorteplaats